# Дрізд вохристоволий
Дрізд вохристоволий (Turdus bewsheri) — вид горобцеподібних птахів родини дроздових (Turdidae). Ендемік Коморських Островів.

## Опис
Довжина птаха становить 22-24 см, вага 57-68 г. Верхня частина тіла оливково-коричнева, крила і хвіст мають рудуватий відтінок. Нижня частина тіла білувата, боки коричнюваті, груди і живіт поцятковані коричневим лускоподібним візерунком. Центральна частина живота і гузка білі. Дзьоб сірий, лапи жовтуваті. Самиці є більш коричневими, ніж самці, молоді птахи рудуваті.

## Підвиди
Виділяють три підвиди:
- T. b. comorensis Milne-Edwards & Oustalet, 1885 — острів Великий Комор;
- T. b. moheliensis Benson, 1960 — острів Мохелі;
- T. b. bewsheri Newton, E, 1877 — острів Анжуан.

## Поширення і екологія
Вохристоволі дрозди живуть у вологих гірських і рівнинних тропічних лісах, на узліссях і у високогірних чагарникових заростях, на плантаціях. Зустрічаються переважно на висоті до 700 м над рівнем моря, місцями на висоті до 1850 м над рівнем моря. Живляться павуками, кониками, жуками, равликами, яких шукають в підліску або на землі, а також плодами і насінням. Іноді приєднуються до змішаних зграй птахів. Сезон розмноження триває з середини серпня по жовтень. Гніздо чашоподібне, робиться з рослинниз волокон і корінців, встелюється м'якою травою, покривається зовні мохом, розміщується на висоті до 3 м на землі, на пні, серед епіфітів або на горизонально розташованій гілці. В кладці 2 яйця.

## Збереження
МСОП класифікує стан збереження цього виду як близький до загрозливого. Вохристоволим дроздам загрожує знищення природного середовища.